# Чемпіонат Європи із самбо
Чемпіонат Європи із самбо — щорічне міжнародне спортивне змагання серед самбистів, що проходить під егідою Міжнародної федерації самбо.
Вперше чемпіонат Європи із самбо був проведений 1974 року в Ризі (Латвія).
Протягом 1991—1993 років через організаційний розкол щорічно проводились два альтернативних чемпіонати: під орудою ФІАС та МФС. Починаючи з 1992 року участь у змаганнях беруть також і жінки. З 2002 року до програми першостей були включені змагання з бойового самбо.

## Чемпіонати Європи
| Чемпіонат      | Дата                      | Рік  | Місце проведення                    |
| -------------- | ------------------------- | ---- | ----------------------------------- |
| 1-й чемпіонат  | 26—27 листопада           | 1972 | СРСР, Рига                          |
| 2-й чемпіонат  | 27—29 червня              | 1974 | Іспанія, Мадрид                     |
| 3-й чемпіонат  | 12—23 квітня              | 1976 | СРСР, Ленінград                     |
| 4-й чемпіонат  | 19—21 квітня              | 1982 | Болгарія, Варна                     |
| 5-й чемпіонат  | 9—10 липня                | 1984 | Іспанія, Більбао                    |
| 6-й чемпіонат  | 17—18 травня              | 1986 | СРСР, Ленінград                     |
| 7-й чемпіонат  | 6—7 червня                | 1987 | Болгарія, Софія                     |
| 8-й чемпіонат  | 19—20 травня              | 1989 | Велика Британія, Герн-Бей           |
| 9-й чемпіонат  |                           | 1990 | Ізраїль, Тель-Авів                  |
| 10-й чемпіонат | травень-червень           | 1991 | Італія, Турин Ізраїль, Нетанія      |
| 11-й чемпіонат | червень                   | 1992 | Україна, Київ, Росія, Москва        |
| 12-й чемпіонат | 30 квітня — 2 травня      | 1993 | Росія, Калінінград                  |
| 13-й чемпіонат | 1—3 червня                | 1994 | Росія, Ржев, Литва, Паневежис       |
| 14-й чемпіонат | 19—22 травня              | 1995 | Білорусь, Минськ                    |
| 15-й чемпіонат | 23—25 квітня              | 1996 | Югославія, Аранджеловац             |
| 16-й чемпіонат | 27—30 березня, 1—4 травня | 1997 | Литва, Паневежис, Азербайджан, Баку |
| 17-й чемпіонат | 23—27 квітня              | 1998 | Литва, Шяуляй                       |
| 18-й чемпіонат | 29 квітня                 | 1999 | Болгарія, Софія                     |
| 19-й чемпіонат | 4—8 травня                | 2000 | Іспанія, Мадрид                     |
| 20-й чемпіонат | 3—5 травня                | 2001 | Болгарія, Албена                    |
| 21-й чемпіонат | 11—12 травня              | 2002 | Італія, Кунео                       |
| 22-й чемпіонат | 1—4 травня                | 2003 | Болгарія, Албена                    |
| 23-й чемпіонат | 21—23 травня              | 2004 | Литва, Шяуляй                       |
| 24-й чемпіонат | 16—17 квітня              | 2005 | Росія, Москва                       |
| 25-й чемпіонат | 15—16 квітня              | 2006 | Сербія, Бєлград                     |
| 26-й чемпіонат | 26—30 квітня              | 2007 | Болгарія, Правець                   |
| 27-й чемпіонат | 28 квітня — 2 травня      | 2008 | Грузія, Тбілісі                     |
| 28-й чемпіонат | 14 — 18 травня            | 2009 | Італія, Мілан                       |
| 29-й чемпіонат | 13 — 17 травня            | 2010 | Білорусь, Минськ                    |
| 30-й чемпіонат | 12 — 16 травня            | 2011 | Болгарія, Софія                     |
| 31-й чемпіонат | 17 — 21 травня            | 2012 | Росія, Москва                       |
| 32-й чемпіонат | 17 — 21 травня            | 2013 | Італія, Крема                       |
| 33-й чемпіонат | 16 — 18 травня            | 2014 | Румунія, Бухарест                   |
| 34-й чемпіонат | 14 — 18 травня            | 2015 | Хорватія, Загреб                    |
| 35-й чемпіонат | 13 — 15 травня            | 2016 | Росія, Казань                       |
| 36-й чемпіонат | 18 — 22 травня            | 2017 | Білорусь, Минськ                    |
| 37-й чемпіонат | 18 — 20 травня            | 2018 | Греція, Афіни                       |
| 38-й чемпіонат | 17 — 19 травня            | 2019 | Іспанія, Хіхон                      |
| 39-й чемпіонат | 21 — 25 травня            | 2020 | Росія, Єкатеринбург                 |
| 40-й чемпіонат | 25 — 29 травня            | 2021 | Кіпр, Лімасол                       |
| 41-й чемпіонат | 14 — 19 вересня           | 2022 | Сербія, Новий Сад                   |
| 42-й чемпіонат | 18 — 24 квітня            | 2023 | Ізраїль, Хайфа                      |
| 43-й чемпіонат | 7 — 13 травня             | 2024 | Сербія, Новий Сад                   |